# Gottfried Wallenreuter
Gottfried Wallenreuter (* 7. November 1878 in Vilseck in Oberbayern; † 24. Oktober 1942 in Murnau) war ein deutscher Landrat.

## Leben
Nach dem Abitur am humanistischen Gymnasium Metten studierte Wallenreuter Rechtswissenschaften an der Ludwig-Maximilians-Universität München und der Friedrich-Alexander-Universität Erlangen-Nürnberg, wo er Mitglied des Corps Onoldia war. Es schloss sich der Militärdienst als Einjährig-Freiwilliger an. Nach dem juristischen Vorbereitungsdienst beim Amtsgericht Nürnberg sowie dem Bezirksamt Mühldorf legte er sein Assessorexamen (früher Staatskonkurs) ab. Nach einer einjährigen Beschäftigung bei der Regierung von Mittelfranken erhielt er zum 1. November 1909 eine Stelle als Bezirksamtsassessor in Neustadt an der Aisch. Vom 2. August 1914 bis zum 18. Februar 1918 leistete er Kriegsdienst und war Hauptmann der Landwehr. Er kam in die Verwaltung zurück, war Regierungsrat beim Oberversicherungsamt Oberfranken, vom 1. Mai 1925 bis zum 31. Mai 1930 Bezirksamtsvorstand (Landrat) in Grafenau und anschließend Landrat des Landkreises Weilheim. Dort musste er aus gesundheitlichen Gründen sein Amt vorzeitig aufgeben.
Wallenreuter war am 1. Mai 1933 in die NSDAP eingetreten. Das Kreisgericht der NSDAP beschloss seinen Parteiausschluss. Dieser wurde jedoch nicht ausgeführt.